# Torre de la Escollera

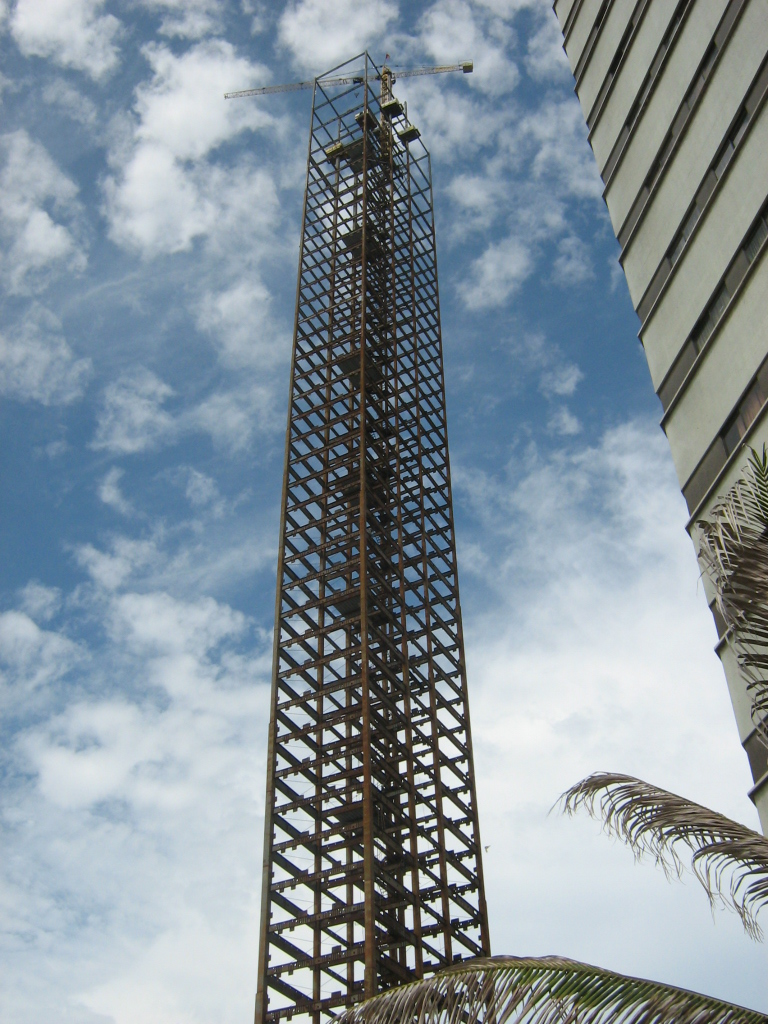
Der Torre de La Escollera nach dem Sturm

Torre de la Escollera war die Bezeichnung eines 206 Meter hohen, 58-stöckigen Hochhauses in Cartagena, Kolumbien, mit dessen Bau 2005 begonnen, und das später abgerissen werden musste.
Während der Bauarbeiten erlitten die Stahlrahmenstützen zwischen den Etagen 28 und 40 am 13. Mai 2007 Schäden durch starke Winde, wobei das Gebäude um einen Meter verdreht wurde. Die Bauarbeiten wurden eingestellt und die Vereinigung der Ingenieure und Architekten von Bolivar empfahlen den Abriss, der zwischen Juli und November 2007 erfolgte.